# Santa Elena (La Paz)
Pour les articles homonymes, voir Santa Elena.
Santa Elena est une municipalité du Honduras, située dans le département de La Paz. La municipalité est fondée en 1885. Elle comprend 8 villages et 71 hameaux.

## Source de la traduction
- (es) Cet article est partiellement ou en totalité issu de l’article de Wikipédia en espagnol intitulé « Santa Elena, La Paz » (voir la liste des auteurs).